# Reichardia ligulata
Reichardia ligulata là một loài thực vật có hoa trong họ Cúc. Loài này được (Vent.) G.Kunkel & Sunding miêu tả khoa học đầu tiên năm 1972.